# Герасименко Михайло Григорович
Герасименко Михайло Григорович (1922–1997) — учитель української мови та літератури, географії, історії, ветеран Другої світової війни, викладач і директор Гатнянської школи; автор книги про історію села Гатне від найдавніших часів до 1990-х років .

## Біографія
- у 1939 році закінчив Білогородську школу, 3-місячні курси вчителів української мови та літератури і направлений на роботу вчителем у с. Софіївська Борщагівка Києво-Святошинського району; в кінці цього ж року призваний до Червоної Армії у танкові війська
- з 20 листопада 1939 року служба в 21 окремій важкій танковій бригаді резерву Верховного головнокомандування (м. Мінськ)
- 25.08.1940 дислокація частини у м. Алтіус з метою окупації Литви, 5 танкова дивізія, у Литві
- В перший день німецько-радянської війни прийняв бій на річці  Леман у Литві.
- На переформування потрапив до м. Чугуїв, далі до тилового м. Саратов, де пройшов перепідготовку в 31 онтп
- Учасник Сталінградської битви. Воював на  Другому Прибалтійському фронті, отримав два важких поранення.
- За мужність  [2]був нагороджений орденом Вітчизняної війни  та медаллю  «За оборону  Сталінграда».
- Після першої контузії, поранення та тривалого лікування, у 1944 році направлений у Паневежис. З боями у складі 2 Прибалтійського фронту дійшов до Угорщини, де отримав друге важке поранення.
- У березні 1945 року після поранення і лікування Михайло Григорович повертається з війни інвалідом і починає працювати директором Гатнянської школи.  Доклав багато зусиль, щоб відбудувати зруйноване  шкільне приміщення.
- Сорок два роки працював у школі, з них 16 – директором.
- Активно займався краєзнавчо-пошуковою роботою, залучаючи до неї учнів.
- Зібрав матеріал про село Гатне від часу його заснування до 1997 року.
- Книга (93 с.) «Гатне. Події. Люди» побачила   світ  після його смерті.

## Праці
- Герасименко М Г. Гатне Києво-Святошинського району Київської області. Люди і події. / М. Г. Герасименко. – Київ-ІРМА-Прес, 2000. [3]